# Culemborg
Culemborg ou Culembourg en français (anciennement Kuilenburg ou Kuylenburgh, du dialecte brabançon septentrional du bas francique) est une ville et commune néerlandaise, située dans le sud-ouest de la province de Gueldre. Elle se trouve dans la région naturelle de la Betuwe, à la limite avec la province d'Utrecht. Au 1er janvier 2023, elle compte 29 729 habitants.

## Géographie

### Communes limitrophes
|                             | Houten ( Utrecht) | Wijk bij Duurstede ( Utrecht) |
| Vijfheerenlanden ( Utrecht) | Culemborg         |                               |
|                             | West Betuwe       | Buren                         |

### Situation
La commune de Culemborg appartient à la région naturelle de Betuwe. La ville de Culemborg est bâtie sur les bords du Lek. Outre la ville, la commune couvre le hameau de Goilberdingen.
La ville la plus proche est Utrecht, à environ 20 km au nord-ouest. L'A2 passe à l'ouest, l'A15 au sud. Amsterdam est à environ 60 km au nord-ouest.

### Transport ferroviaire
Culemborg possède une gare ferroviaire, la gare de Culemborg, sur la ligne de chemin de fer reliant Utrecht à Boxtel (Staatslijn H). Elle est desservie par les trains régionaux de Nederlandse Spoorwegen (NS).

## Histoire
L'histoire de Culemborg remonte au Moyen Âge. Déjà dans un acte de 1281 Culemborg est nommée et en 1318 la ville obtient les droits de ville.

L'hôtel de ville a été construit en 1534 avec l'argent prêté par Elisabeth de Culemborg et son mari Antoine de Lalaing. Au début, la cave servait de boucherie et plus tard elle est devenue une cave à vin. Au-dessus de la porte de la cave se trouvent deux lions portant l'armoirie de la famille d'Elisabeth de Culemborg, et au-dessus de l'entrée principale on peut voir les lettres A et E (Antoine et Elisabeth) ainsi que le texte latin "Ignis omnia consummabit" (le feu achèvera tout).

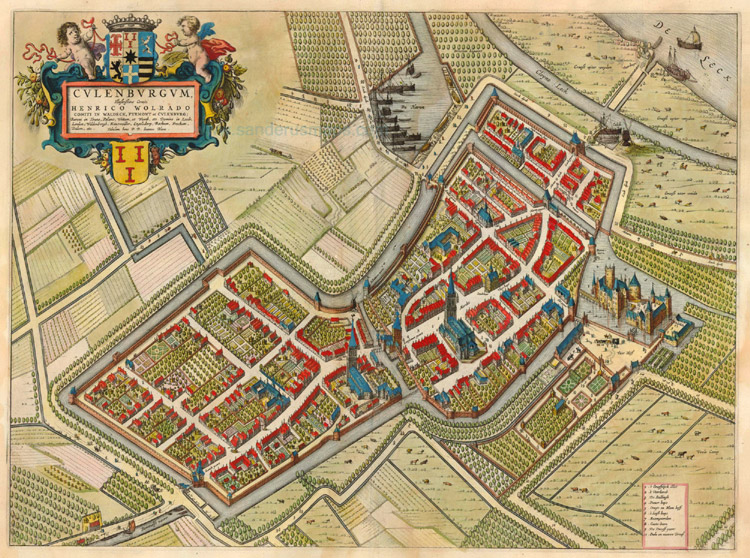
La ville de Culemborg par J. Blaeu vers 1649.

## Urbanisme
L'écoquartier Eva Lanxmeer est réalisé à partir d'une initiative d'habitants, de 1994 à 2009.

## Culture et patrimoine

### Vie locale
Plusieurs milliers d'enfants sont scolarisés dans les écoles, collèges et lycées locaux. La plupart s'y rendent à vélo.

### Lieux et monuments

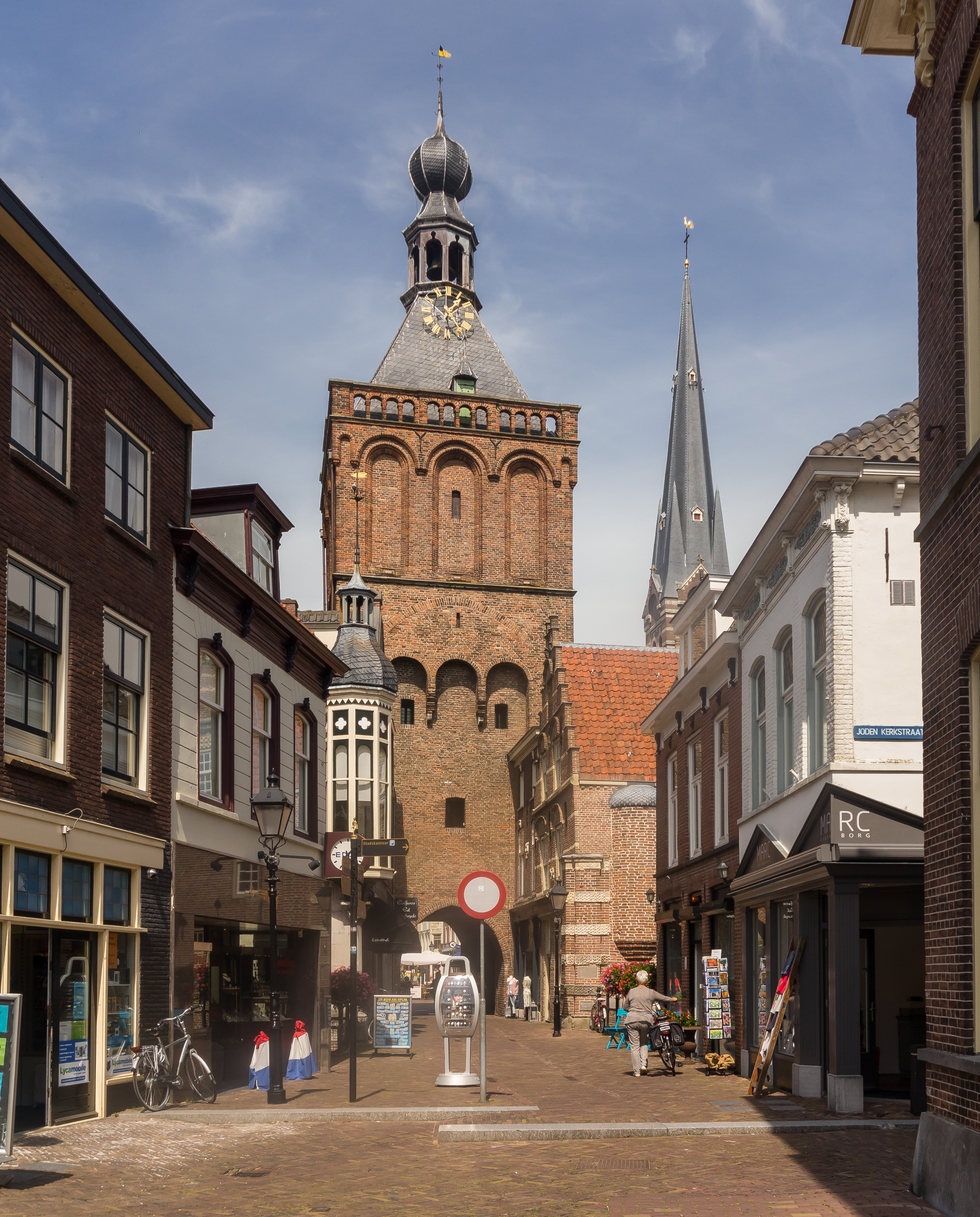
La Binnenpoort (porte intérieure) indiquée Lanxmeerpoort sur le plan historique de l'Atlas van Loon.

- La maison natale de Jan van Riebeeck (son musée et son jardin de plantes aromatiques)
- Plusieurs bâtiments du XVIe siècle.
- Bunker 599
- Le jardin du château de Culemborg et le musée Groene Schuur
- La halle aux poissons (Vishal), Havendijk 6
- L'orphelinat Elisabeth (dans lequel se trouve actuellement une bibliothèque et le musée Elisabeth Weeshuis)
- La Grande Église ou l'église Sainte-Barbara (Barbarakerk) (protestant)
- l'église Sainte-Barbara (catholique) (Barbara est la sainte protectrice de la ville de Culemborg.)
- La porte Lanxmeer (appelée aussi Binnenpoort)
- L'hôtel de ville de Culemborg
- La place du marché (le marché actuel du mardi date du Moyen Âge)
- Le port de plaisance et le ferry
- L'éco-quartier Eva Lanxmeer
- La petite église de la congrégation de Filadelfia
- Werk aan het Spoel, partie de la Nouvelle ligne d'eau de Hollande
- Le Fort Everdingen, partie de la Nouvelle ligne d'eau de Hollande
- Le théâtre De Fransche School (ancienne école française)
- Le centre culturel De Gelderlandfabriek (où l'on fabriquait autrefois des meubles)

### Personnalités liées à la commune
- Antonio van Diemen (1593-1645), gouverneur-général des Indes néerlandaises
- Jan van Riebeeck (1619-1677), barbier chirurgien de formation, colon et pionnier de l'Afrique du Sud, à l'origine de la création de la ville du Cap
- Henrik Brenkman (1681-1736), juriste néerlandais y est décédé
- Abraham Perrenot (nl) (1726-1784) jurisconsulte néerlando-suisse qui fut bourguemestre et conseiller des Stadhouder Guillaume IV et V; auteur de Réflexions contre la peine de mort dont était passible l'homosexualité
- Wilhelmina Cooper (1er mai 1939 – 1er mars 1980), modèle et fondatrice de Wilhelmina Models
- Elly van Hulst (1959), athlète
- Arjan Vermeulen (1969) footballeur professionnel
- Michiel Elijzen (1982), cycliste
- Tom van Kessel (1994), acteur néerlandais, y est né.